# Стафопуло, Анастасий Николаевич
Стафопуло Анастасий Николаевич, контр-адмирал; в 1843 г. поступил в морской кадетский корпус, по окончании курса в котором (1847 г.) был произведен в мичманы, а затем на фрегатах "Церера" и "Константин", кораблях "Владимир" и "Андрей", транспорте "Волга", шхунах "Стрела" и Метеор" и брандвахтенном тендере "Лебедь" между 1846—1853 гг. нес службу и совершал обычные ежегодные плавания в Балтийском море. Произведенный в 1853 г. в лейтенанты, он на корвете "Наварин" отправился в кругосветное плавание, но корвет в немецком море потерпел аварию, и Стафопуло принужден был возвратиться в Кронштадт. В 1859—1860 гг., состоя старшим офицером на корвете "Вол", С. на нем совершил переход из Кронштадта в Средиземное море и посетил ряд западноевропейских портов. Прикомандированный в 1864 г. к конторе С.-Петербургского порта, он усердно принялся за изучение его хозяйства и через 2 года был назначен помощником капитана этого порта. В 1870 г. Стафопуло был произведен в капитаны 2 ранга, в 1873 г. — в капитаны 1 ранга. Заведуя между 1876—1879 гг. петербургским Новым адмиралтейством, он ввел значительные улучшения в этом учреждении. В 1885 г. Стафопуло был произведен в контр-адмиралы и по расстроенному здоровью уволен в отставку. Умер он 27 августа 1888 г. За время службы был награждён рядом знаков отличия, в том числе орденами Анны 2-й ст. и Владимира 3-й ст.